# Betonica scardica
Betonica scardica (лат.) — многолетнее травянистое растение; вид рода Буквица (Betonica) семейства Яснотковые. Произрастает в юго-восточной Европе.

## Ботаническое описание

### Дифференциация вида
Betonica scardica принципиально отличается от всех других европейских видов рода Betonica томентозным опушением (под микроскопом различимы звёздчатые волоски), белыми цветками, овально-эллиптическими листовыми пластинками и листьями, которые не становятся меньше на стебле. Ближайший морфологический родственник — Betonica betoniciflora из Центральной Азии.

### Морфология
Многолетнее травянистое растение высотой от 30 до 60, редко до 90 см. Образует подземное узловатое корневище. Вертикальный или восходящий стебель густо покрыт обращёнными назад волосками конечностей и томентозными звёздчатыми волосками (индумент), особенно в верхней части. Листья расположены в базальной розетке. Нижняя сторона листьев покрыта томентозными звездчатыми волосками. Базальные листья овально-эллиптические, в два-три, редко в четыре раза длиннее ширины, с черешком до 3 см длиной, отмирают во время цветения. Четыре-семь пар стеблевых листьев продолговато-эллиптические, крупнозубчатые, от слабо сердцевидных до усечённых в основании; густо волосистые с обеих сторон, снизу покрыты исключительно звёздчатыми волосками; сверху зелёные, снизу серо-зеленоватые.
Период цветения в северном полушарии — с июня по сентябрь. Соцветие длиной до 12 см, нижние ложные колоски обычно чётко разделены, верхние псевдоколоски находятся в тесном псевдоколосе. Опорные листья узкоэллиптические и заострённые.
Гермафродитные цветки зигоморфные, пятилепестковые с двойным околоцветником. Волосистые чашелистики длиной от 9 до 15 мм волосистые в основном в верхней части и на зубцах чашечки длиной 3-5 мм. Венчик белый, редко с розоватым оттенком. Трубка венчика не имеет волосяного кольца на внутренней стороне. Нижняя губа длиной 15-20 мм имеет тёмно-пурпурные или фиолетовые следы от сока. Пыльники пурпурного цвета.
Плоды длиной 2,5-3,5 мм и шириной 1,5-2 мм.
Число хромосом 2n = 16.

## Распространение и среда обитания
Betonica scardica встречается в Сербии, Боснии, Албании, Болгарии, Северной Македонии и Греции. Произрастает в горном и субальпийском высотном поясе на высотах от 400 до 2100 метров. Населяет горные и субальпийские луга и сообщества карликовых кустарников, открытые хвойные леса; на известняковых скалах, часто на серпентине.
Betonica scardica описана в Сербии из широкого спектра теплолюбивых лесных сообществ: от теплолюбивых шотландских сосновых лесов, таких как шотландский сосновый осенний лес (Pinetum heldreichii-Seslerietum autumnalis) или различные ассоциации чёрной сосны (Pinetum silvestris-nigrae).

## Таксономия
Betonica scardica была впервые научно описана в 1844 году Августом Гризебахом в Specilegium Florae Rumeliacae et Bithynicae. Гризебах собрал экземпляр этого вида на территории Османской империи и указал в качестве местонахождения вида гору Люботин, самую восточную горную вершину в Шар-Планине. Видовой эпитет scardica происходит от латинского названия Mons Scardus для Šar Planina, пограничного горного хребта между «Македонией» и Косово.
Синтипы находятся в садах Кью, в гербарии Philip Edmond Bossiers Herbarium of the Flora Orientalis в Женеве и в Гёттингене.